# Jakob Špik
Jakob Špik, slovenski izdelovalec orgel, * 4. april 1820, Bukovo, † 31. julij 1897, Pulj.
Verjetno je bil samouk, čeprav je sam govoril »moram tud toliko pravičen biti in keršanske ljubezni imeti, da ne kratim mojim  mojstrom zaslug, pri katerih sem šest let delal in tudi vsakovrstne reči izdeloval«. Zdi se, da se je poleg izdelovanja orgel loteval še drugih del (barvanje cerkva, zvonikov, orgelskih omar ter mizarskih in kovaških del). Leta 1854 je za cerkev v Kostanjevici na Krasu s pomočnikom Andrejem Novakom izdelal orgle s 16 registri. Do leta 1871, ko je postavil orgle v enem od zaselkov na Banjščicah, je izdelal že nad 12 orgel. Leta 1873 je napravil nov meh za orgle Pietra da Corte pri Mostu na Soči. Istega leta je izdelal tudi orgle za cerkev sv. Jožefa v Vrtojbi, ki pa je bila med 1. svetovno vojno porušena.